# Аскія Муса
Аскія Муса (д/н — 1531) — 4-й володар імперії Сонгаї в 1529—1531 роках.

## Життєпис
Син Аскії Мохаммада I, володаря Сонгаї. Про нього замало відомостей. Отримав від батька титул аскії (очільника усіх військ держави). Ймовірно, брав участь у походах Аскії Мохаммада I з розширення імперії.
Наприкінці життя батько підпав під вплив хугу-корай-кої (голови внутрішнього палацу) Алі Фулана, який фактично перебрав владу. У 1529 році той вирішив призначити свого сина на посаду фарма (губернатора) області Бенга, що викликало невдоволення Муси та його братів. 15 серпня того ж року під час урочистого намазу Муса змусив батька зректися влади на свою користь.
З самого початку новому володареві Сонгаї довелося стикнутися з численними змовами і заколотами, внаслідок чого він стратив декількох рідних братів та від 25 до 35 інших родичів. Зрештою 1531 року Аскію Мусу було повалено іншими братами та вбито в містечку Мансура. Трон отримав стриєчний брат Аскія Мохаммад II.